# Idilio Cei
Valerio Idilio Cei (Castelmartini, 8 giugno 1937 – Larciano, 24 marzo 1996) è stato un allenatore di calcio e calciatore italiano, di ruolo portiere.

## Biografia
Sposato con una donna di nome Laura, aveva due figli: un maschio (Massimo) e una femmina (Letizia).
Nel 1981 perse, a seguito di un incidente in moto avvenuto sotto casa, all'età di diciassette anni, il figlio Massimo.
Scomparve il 24 marzo 1996 a causa di problemi epatici, accorsi a seguito di un trapianto di fegato.
A lui venne dedicato lo stadio di Larciano e un memorial giovanile organizzato dall'Unione Montalbano Calcio in collaborazione con la FIGC.

## Caratteristiche tecniche
Era un portiere abile nelle uscite.

## Carriera

### Giocatore

Cei con l'allenatore Fulvio Bernardini

Con la Lazio ha disputato dieci campionati, di cui sette in Serie A e tre in Serie B.
Cei cresce nella Monsummanese, società toscana la cui sede, Monsummano, è a poca distanza da Castelmartini, frazione di Larciano dove vive la famiglia Cei. Debutta nel 1953 con la Monsummanese nella Seconda Divisione Toscana 1952-1953. Successivamente passa al Foligno, con cui gioca due partite nella IV Serie 1953-1954; inviato in prestito al Gualdo, disputa con tale compagine la Promozione Umbria 1954-1955. Torna al Foligno per la stagione 1955-1956, giocando 6 partite, giacché è riserva dapprima di Virgilio Ragnetti e poi di Luigi Albani. Nella stagione 1956-1957 è in prestito al Montecatini.
Arriva nella capitale giovanissimo nel 1958, proveniente dal Foligno, dove era stato lanciato dall'allenatore Romolo Alzani dopo alcune stagioni passate da riserva, e vince subito la Coppa Italia, la prima del dopoguerra, giocata a cavallo delle due stagioni 1957-1958 e 1958-1959.
Fa il suo esordio in Serie A nella partita disputata a Roma tra Lazio e Inter, il 25 gennaio 1959 e vinta dai nerazzurri per 2-1. Nella stagione 1959-1960 diviene titolare al posto di Bob Lovati.
Rimane in biancoceleste fino al termine del campionato 1967-1968 per poi trasferirsi al Palermo. La sua ultima gara con Lazio coincide, come per la partita di esordio, con un'altra sconfitta casalinga per 1-2, il 9 giugno 1968 contro il Bari.
Il suo curriculum con la casacca laziale è di 287 partite ufficiali di cui 268 in campionato tra serie A e serie B e 19 in Coppa Italia. In carriera ha totalizzato complessivamente 187 presenze in Serie A e 100 in Serie B.

### Allenatore
Ha concluso la sua carriera da calciatore ed ha iniziato quella da allenatore nella squadra del suo paese, la Larcianese di Larciano (in provincia di Pistoia), portandola, in veste di allenatore-giocatore, al primo grande risultato mai raggiunto prima dalla società toscana; nel 1975 la guidò infatti alla finale nazionale della Coppa Italia Dilettanti, proprio nello stadio che lo vide protagonista in maglia biancoceleste: lo Stadio Olimpico di Roma.
Fu anche allenatore di un'altra squadra nella quale aveva già militato come calciatore, ossia il Siena, guidato per una sola stagione, quella 1979-1980. Le annate successive è invece sulle panchine di formazioni toscane come Sangiovannese e Livorno. Nella stagione 1983-1984 sostituì Saul Malatrasi sulla panchina del Pontedera. Dopo aver guidato l'Olbia, nei due anni successivi allenò la Massese. Tornò al Pontedera nella stagione 1988-1989, venendo sostituito a campionato in corso da Renzo Ronchi. Segue un'annata, la 1989-1990, alla guida della formazione del Cuoiopelli.

## Statistiche

### Presenze e reti nei club
| Stagione        | Squadra         | Campionato      | Campionato | Campionato | Coppe nazionali | Coppe nazionali | Coppe nazionali | Coppe continentali | Coppe continentali | Coppe continentali | Altre coppe | Altre coppe | Altre coppe | Totale | Totale |
| Stagione        | Squadra         | Comp            | Pres       | Reti       | Comp            | Pres            | Reti            | Comp               | Pres               | Reti               | Comp        | Pres        | Reti        | Pres   | Reti   |
| --------------- | --------------- | --------------- | ---------- | ---------- | --------------- | --------------- | --------------- | ------------------ | ------------------ | ------------------ | ----------- | ----------- | ----------- | ------ | ------ |
| 1956-1957       | Montecatini     | IV Serie        | 12         | -?         | -               | -               | -               | -                  | -                  | -                  | -           | -           | -           | 12     | -?     |
| 1957-1958       | Foligno         | PC              | ?          | -?         | -               | -               | -               | -                  | -                  | -                  | -           | -           | -           | ?      | -?     |
| 1958-1959       | Lazio           | A               | 8          | -10        | CI1+CI2         | 2+1             | -2 + -1         | -                  | -                  | -                  | -           | -           | -           | 11     | -13    |
| 1959-1960       | Lazio           | A               | 25         | -32        | CI              | 1               | -1              | -                  | -                  | -                  | -           | -           | -           | 26     | -33    |
| 1960-1961       | Lazio           | A               | 12         | -16        | CI              | 3               | -3              | -                  | -                  | -                  | -           | -           | -           | 15     | -19    |
| 1961-1962       | Lazio           | B               | 38         | -28        | CI              | 3               | -1              | -                  | -                  | -                  | -           | -           | -           | 41     | -29    |
| 1962-1963       | Lazio           | B               | 38         | -31        | CI              | 1               | -3              | -                  | -                  | -                  | -           | -           | -           | 39     | -34    |
| 1963-1964       | Lazio           | A               | 32         | -22        | CI              | 0               | 0               | -                  | -                  | -                  | -           | -           | -           | 32     | -22    |
| 1964-1965       | Lazio           | A               | 31         | -30        | CI              | 2               | 0               | -                  | -                  | -                  | -           | -           | -           | 33     | -32    |
| 1965-1966       | Lazio           | A               | 30         | -32        | CI              | 3               | -4              | -                  | -                  | -                  | -           | -           | -           | 33     | -36    |
| 1966-1967       | Lazio           | A               | 31         | -31        | CI              | 2               | -2              | -                  | -                  | -                  | -           | -           | -           | 33     | -33    |
| 1967-1968       | Lazio           | B               | 23         | -17        | CI              | 1               | 0               | -                  | -                  | -                  | -           | -           | -           | 24     | -17    |
| Totale Lazio    | Totale Lazio    | Totale Lazio    | 268        | -249       |                 | 19              | -17             |                    | -                  | -                  |             | -           | -           | 287    | -266   |
| 1968-1969       | Palermo         | A               | 14         | -15        | CI              | ?               | -?              | -                  | -                  | -                  | -           | -           | -           | 14+    | -15+   |
| 1969-1970       | Palermo         | A               | 3          | 0          | CI              | ?               | -?              | -                  | -                  | -                  | -           | -           | -           | 3+     | 0+     |
| Totale Palermo  | Totale Palermo  | Totale Palermo  | 17         | -15        |                 | ?               | -?              |                    | -                  | -                  |             | -           | -           | 17+    | -15+   |
| 1970-1971       | Siena           | D               | 17         | -?         | -               | -               | -               | -                  | -                  | -                  | -           | -           | -           | 17     | -?     |
| 1971-1972       | Siena           | D               | 29         | -?         | -               | -               | -               | -                  | -                  | -                  | -           | -           | -           | 29     | -?     |
| Totale Siena    | Totale Siena    | Totale Siena    | 46         | -30        |                 | ?               | -?              |                    | -                  | -                  |             | -           | -           | 46     | -30    |
| Totale carriera | Totale carriera | Totale carriera | 345+       | -296+      |                 | 19+             | -17+            |                    | -                  | -                  |             | -           | -           | 364+   | -313+  |

## Palmarès

### Giocatore
Coppa Italia: 1 
Lazio: 1958